# Švédsko na Zimních olympijských hrách 2014
Švédská reprezentace bude soutěžit na ZOH 2014 v Ruském Soči od 7. do 23. února 2014. Běh na lyžích na Zimních olympijských hrách 2014 – štafeta 4×5 km

## Medailisté
| Medaile | Jméno | Sport                | Disciplína           | Datum     |
| ------- | --- | -------------------- | -------------------- | --------- |
| Zlato   | Ida Ingemarsdotterová Emma Wikénová Anna Haagová Charlotte Kallaová                                      | Běh na lyžích        | Ženy štafeta 4x5 km  | 15. února |
| Zlato   | Lars Nelson Daniel Richardsson Johan Olsson Marcus Hellner                                               | Běh na lyžích        | Muži štafeta 4x10 km | 16. února |
| Stříbro | Charlotte Kallaová                                                                                       | Běh na lyžích        | Ženy skiatlon        | 8. února  |
| Stříbro | Marcus Hellner                                                                                           | Běh na lyžích        | Muži skiathlon       | 9. února  |
| Stříbro | Teodor Peterson                                                                                          | Běh na lyžích        | Muži sprint          | 11. února |
| Stříbro | Charlotte Kallaová                                                                                       | Běh na lyžích        | Ženy 10 km klasicky  | 13. února |
| Stříbro | Johan Olsson                                                                                             | Běh na lyžích        | Muži 15 km volně     | 14. února |
| Stříbro | Margaretha Sigfridssonová Maria Prytzová Christina Bertrupová Maria Wennerströmová Agnes Knochenhauerová | Curling              | Ženy                 | 20. února |
| Stříbro | Soupiska mužů                                                                                            | Lední hokej          | Muži lední hokej     | 23. února |
| Bronz   | Emil Jönsson                                                                                             | Běh na lyžích        | Muži sprint          | 11. února |
| Bronz   | Daniel Richardsson                                                                                       | Běh na lyžích        | Muži 15 km volně     | 14. února |
| Bronz   | Emil Jönsson Teodor Peterson                                                                             | Běh na lyžích        | Muži sprint dvojic   | 19. února |
| Bronz   | Ida Ingemarsdotter Stina Nilssonová                                                                      | Běh na lyžích        | Ženy sprint dvojic   | 19. února |
| Bronz   | Anna Holmlundová                                                                                         | Akrobatické lyžování | Ženy skikros         | 21. února |
| Bronz   | Niklas Edin Sebastian Kraupp Fredrik Lindberg Viktor Kjäll Oskar Eriksson                                | Curling              | Muži                 | 21. února |